# 18 Wheeler: American Pro Trucker
'
18 Wheeler: American Pro Trucker é um jogo de corrida desenvolvido pela Sega-AM2 e publicado pela Sega . Este jogo foi lançado nos arcades em 2000, mas depois o jogo foi lançado para o Dreamcast em 2001, em seguida foi levado para o PlayStation 2 em 2001 e Nintendo GameCube em 2002 pela Acclaim entretenimento . Sega seguiu ao sucesso de 18 Wheeler: American Pro Trucker, fazendo uma sequência, o The King of Route 66 para arcades e PlayStation 2 em 2003.

## Jogabilidade
O objetivo principal é fazer com que com sua carga, chegue na linha de chegada, bem rápido.
Há veículos especiais que você pode ganhar, em que irá adicionar três segundos ao seu tempo. Eles se parecem com roxo Chevy Astro Vans. Depois da Fase 1, o jogo dá ao jogador a opção de trailer. Um trailer é ais difícil de transportar, mas proporciona um maior retorno, enquanto a outra opção é mais fácil de transportar, mas fornece uma pequena recompensa. O dinheiro é deduzido do total quando o reboque é atingido.

## Extras
Se você completar todas as etapas de estacionamento, então você irá desbloquear um novo e se você concluir que você vai desbloquear mais um. Se você completar o modo arcade no normal com todos os quatro caminhoneiros você vai desbloquear um caminhoneiro novo.

## Referencias
- https://web.archive.org/web/20060508075736/http://www.system16.com/hardware.php?id=721
- http://www.audioatrocities.com/games/18wheeler/index.html
- http://www.arcade-museum.com/game_detail.php?game_id=6763